# República Popular de Rumania
La República Popular Rumana o República Popular de Rumania (en rumano: Republica Populară Română) fue el nombre oficial del Estado rumano desde la abdicación forzada del rey Miguel I de Rumania, un evento que tuvo lugar el 30 de diciembre de 1947, hasta la adopción de la Constitución de 1965 que proclama la República Socialista de Rumania el 21 de agosto de 1965.

## Denominación y símbolos nacionales
Desde 1954, debido a la reforma ortográfica del rumano, la letra «â» desapareció, siendo sustituida por la «î». Ello afectó a la grafía del nombre del país, que cambió a Republica Populară Romînă. En 1963, una nueva reforma reintrodujo la «â» en la palabra român y sus derivados, lo que restableció el nombre de Republica Populară Română.
El himno estatal de la República Popular Rumana fue Zdrobite cătușe, de 1948 a 1953, luego se cambió a Te slăvim, Românie (que siguió siendo el himno estatal después de la proclamación de la República Socialista de Rumania, hasta 1977). La música de ambos himnos fue escrita por Matei Socor.

## La toma del poder por los comunistas

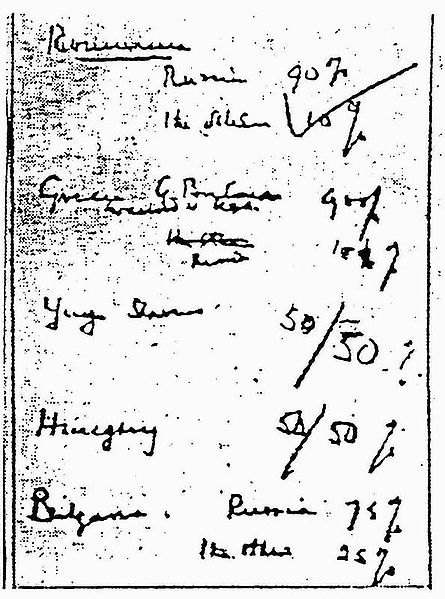
Acuerdo No oficial en Moscú que le otorgaba a la Unión Soviética influencia en Rumania (9 de octubre de 1944).

Como resultado del golpe de Estado del 23 de agosto de 1944, el rey Miguel I, con el apoyo de los principales partidos políticos, derrocó a Ion Antonescu, sacó a su país de las potencias del Eje y se unió a los aliados. Sin embargo, el recuerdo de la participación activa del ejército rumano en la invasión alemana de la Unión Soviética permaneció presente. Aunque las fuerzas rumanas lucharon junto a las del Ejército Rojo en las campañas del norte de Transilvania, Hungría, Checoslovaquia, Alemania y Austria, los soviéticos aún trataban a Rumania como un territorio conquistado, afirmando que las autoridades rumanas serían incapaces de restablecer el orden en los territorios y mantenerlos bajo control de los conflictos interétnicos entre rumanos y húngaros.
En la Conferencia de Yalta se reconoció oficialmente el acuerdo oficioso de Moscú (firmado el 9 de octubre de 1944) por el que a la Unión Soviética se le otorgaban intereses especiales en Rumanía (donde tenía un "90% de influencia", sin tener en cuenta la debilidad e impopularidad del Partido Comunista Rumano) a cambio de renunciar a sus intereses en Grecia (donde tenía un "10% de influencia", independientemente de la popularidad del Partido Comunista Griego y sus seguidores). Entre 1946 y 1947, durante las negociaciones de paz en París, la delegación rumana fracasó en obtener el estatus de cobeligerante, a pesar de la participación activa del ejército rumano en la lucha contra la Alemania nazi junto con la URSS, Rumanía, como país derrotado, se vio así obligado a aceptar la presencia de tropas soviéticas en su territorio nacional y pagar una enorme compensación de guerra. El único resultado positivo de esas negociaciones fue la devolución de Transilvania del Norte a Rumania.
Los comunistas apenas tuvieron un papel decorativo en el gobierno rumano durante el último período de la guerra, un gabinete presidido por el general Nicolae Rădescu, pero la situación cambiaría el 6 de marzo de 1945, cuando Petru Groza, el líder del Frente de Labradores (un aliado de los comunistas) fue elegido primer ministro. Para que el nuevo gobierno lograse el reconocimiento de los Aliados occidentales el gobierno rumano admitió a algunos ministros siendo estos los miembros de los partidos históricos, pero los comunistas tenían el control de los ministerios clave. El ascenso al poder de Groza fue el resultado del chantaje soviético para la transferencia del control de Transilvania a las autoridades rumanas. A cambio, el gobierno de Groza adoptó algunas medidas a favor de la minoría húngara, incluido el establecimiento de la Universidad Bolyai en Cluj el 1 de junio de 1945.
El rey Miguel no estaba satisfecho con la dirección que estaba tomando el gobierno, pero los intentos de obligar a Groza a dimitir negándose a promulgar cualquier decreto (en la conocida como «huelga real») fracasaron. Groza, por su parte, optó por aplicar los decretos y leyes sin contar con la firma del Rey Miguel. El 8 de noviembre de 1945, una manifestación anticomunista y promonárquica frente al Palacio Real de Bucarest fue reprimida por las fuerzas del orden, saldándose con numerosos manifestantes detenidos y un número indeterminado de heridos e incluso muertos.
A pesar de la oposición del rey, el gobierno de Groza legisló la reforma agraria y el sufragio femenino. Tras las elecciones del 9 de noviembre de 1946, los resultados oficiales le dieron a los comunistas el 80% de los votos emitidos, mientras que los partidos de oposición denunciaran fraude electoral. Tras la victoria electoral, los comunistas se centraron en la eliminación de la vida política de los partidos de centro, poniendo como principal objetivo el Partido Nacional Campesino. El Partido Nacional Campesino fue acusado de espionaje después de que los líderes del partido se reunieran en secreto con funcionarios del gobierno estadounidense. Los líderes campesinos fueron acusados, sometidos a una farsa judicial y condenados a 44 años de prisión. Los partidos de izquierda se vieron obligados a unirse con el Partido Comunista de Rumanía, formando el Partido de los Trabajadores Rumanos (PMR), siendo este el precursor del Partido Comunista Rumano.
Entre 1946 y 1947, varios cientos de partidarios del gobierno pro-Eje fueron juzgados por los Tribunales Populares por su papel en la participación del país en la guerra antisoviética y fueron juzgados y ejecutados por crímenes de guerra. Ion Antonescu fue ejecutado el 1 de junio de 1946. Para 1948, la mayoría de los políticos no comunistas habían sido encarcelados, exiliados o ejecutados.

## El plan de marzo de 1945
El deseo de los comunistas soviéticos de una integración más rápida de Rumanía en la esfera de influencia de la URSS se materializó con el llamado plan de marzo de 1945, que pretendía destruir todos los cimientos del Estado Rumano y sustituirlos por otros del modelo soviético. Incluía un plan para la comunización de Rumania por tres años y dos planes para el desarrollo de las instituciones comunistas, cada uno de los planes duraría por un período de 5 años.
Entre las directrices más importantes de este plan se encuentran los llamados Diez Mandamientos de Ana Pauker:
1. Completar la reforma agraria de 1945.
2. Eliminar las divisiones del ejército Avram Iancu y Tudor Vladimirescu.
3. Abolir todos los bancos.
4. Abolir los hogares campesinos e integrarlos al sistema colectivizado.
5. La abdicación del rey.
6. Liquidar las empresas de importación y exportación que hacen negocios con países capitalistas.
7. Suprimir los partidos históricos.
8. Establecer una milicia popular similar al NKVD.
9. Orientar la población rural hacia la industria.
10. Prohibir la entrada al país de extranjeros, excepto de los países en el área de influencia de la URSS.

## Proclamación de la República Popular Rumana

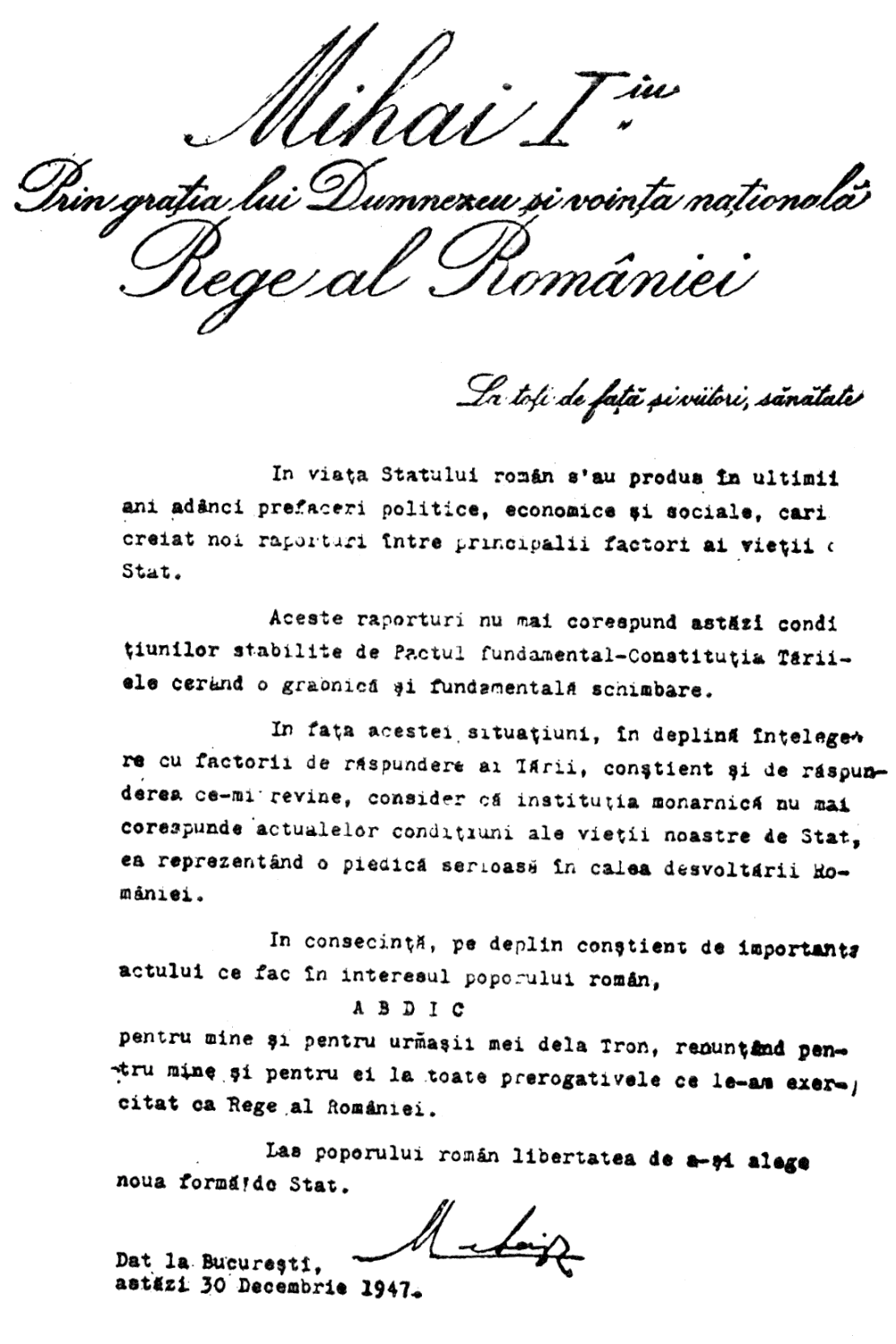
La carta de abdicación del rey Miguel I.

En 1947, Rumania seguía siendo la única monarquía en el Bloque del Este. El 30 de diciembre de 1947, el rey Miguel I fue obligado a firmar su acta de abdicación. El mismo día, los comunistas proclamaron la República Popular Rumana. Este acto político inconstitucional no fue la expresión de una voluntad popular, sino el resultado del dictado de los comunistas, que de hecho buscaban poner el país en la esfera de influencia de la Unión Soviética y transformarlo en un estado totalitario.
El 13 de abril de 1948 se promulgó la nueva constitución republicana. La nueva constitución prohibió y castigó cualquier asociación que fuera "fascista o antidemocrática". La constitución garantiza la libertad de prensa, de expresión, de asociación, pero solo para los trabajadores.

## Los primeros años del estado comunista
Los primeros años del régimen comunista estuvieron marcados por numerosos cambios políticos y sucesivas oleadas de detenciones, debido a las pugnas entre las distintas facciones que luchaban por el poder. En ese momento, la economía del país se llenó de empresas conjuntas rumano-soviéticas, las llamadas «SovRom», que gozaban del derecho a exportar bienes a la URSS a los precios que dictaminaba Moscú.
Se colocaron asesores soviéticos en todos los ministerios, y durante este período comenzó la infiltración de informantes del servicio de seguridad en todos los niveles y en todos los estratos sociales. Al mismo tiempo, el país está siendo reclutado por el bloque militar soviético. Así, el 4 de febrero de 1948 se firmó el llamado Tratado de Amistad, Cooperación y Asistencia Mutua entre la Unión de Repúblicas Socialistas Soviéticas y la República Popular Rumana. Entre sus objetivos declarados estarían:
- Defensa conjunta contra "Alemania o cualquier otra potencia que pueda asociarse con Alemania, ya sea directamente o de cualquier otra manera".
- Defensa contra los "instigadores de una nueva guerra en el campo imperialista que se esfuerzan por crear bloques políticos y militares contra los estados democráticos".

Así fue como se presentó este momento histórico en la prensa rumana de la época:
Para fortalecer aún más nuestros lazos con nuestro gran vecino del Este, el Primer Ministro Petru Groza viajó a Moscú para sellar un nuevo pacto de amistad, asistencia y apoyo entre Rumania y la Unión de Repúblicas Socialistas Soviéticas. La República Popular Rumana estuvo representada en esta gran celebración de la paz por los Señores: Gh. Gheorghiu-Dej, Lotar Rădăceanu, Sra. Ana Pauker, Vasile Luca, Vlădescu-Râcoasa. En nombre de la URSS, estuvieron presentes el propio general I. V. Stalin, D. V. N. Mólotov, A. I. Vyshinski, S. I. Kavtaradze y otros. El nuevo pacto coloca nuestra vida económica y política en el camino de la amistad entre dos naciones que harán la paz y se esforzarán con todas sus fuerzas por mantenerla. Tras la firma del pacto, la delegación de la República Popular Rumana, encabezada por el Dr. Petru Groza, regresó al país, donde fue muy calurosamente recibida por toda la población.
En 1948 se tomaron las primeras medidas para colectivizar la agricultura, que pronto se convertiria en un proceso marcado por la violencia y el abuso, mientras los campesinos ricos (los llamados chiaburi) se resistían a entregar voluntariamente sus propiedades. La resistencia de los campesinos fue derrotada mediante palizas arbitrarias, arrestos y condenas, o mediante deportaciones.
El último territorio que se cedió a favor de la Unión de Repúblicas Socialistas Soviética tiene lugar el 23 de mayo de 1948: Cuando Eduard Mezincescu, como representante del Ministerio de Asuntos Exteriores de la República Popular Rumana, firma un informe secreto de entrega-recepción, junto con el representante soviético, N. P. Sutov, para que la “la República Popular Rumana ceda la Isla de las Serpientes al estado vecino del Este”, la Unión de Repúblicas Socialistas Soviéticas.
El 11 de junio de 1948 se nacionalizaron las empresas privadas más importantes de Rumanía.
El 17 de julio de 1948, el estado comunista rumano denuncia el concordato con la Santa Sede. Los comunistas rumanos, siguiendo el ejemplo de Stalin, liquidaron la Iglesia Rumana greco-católica, y proclamaron su unión con la Iglesia Ortodoxa Rumana.
Entre la dirección del partido durante este período, había tres facciones importantes, todas ellas de carácter estalinista, diferenciadas más por historias personales y relaciones entre amigos personales que por diferencias doctrinales:
- La facción "moscovita" (Ana Pauker, Vasile Luca, Teohari Georgescu y otros), que había pasado gran parte del período de entreguerras y durante la guerra en Moscú.
- La facción "Comunistas en Prisiones" (Gheorghe Gheorghiu-Dej y otros detenidos), que habían estado encarcelados en prisiones y campos durante la guerra.
- La facción de los "secretariados comunistas", de los estalinistas moderados (Lucrețiu Pătrășcanu y otros), que se habían escondido en Rumanía durante el período de Antonescu y que habían participado en los gobiernos reales después del 23 de agosto de 1944.

Al final, con el apoyo directo de Stalin, parece que en el contexto general antisemita que se vivia en ese momento en el Kremlin (siendo judíos Ana Pauker, Vasile Luca y Teohari Georgescu), Gheorghiu-Dej ganó la lucha por el poder dentro del partido. Pauker y su grupo fueron expulsados en 1952. Pătrășcanu, detenido desde 1948, fue juzgado, condenado a muerte y ejecutado en 1954. Durante ese período, se purgó a un total de 192.000 miembros del partido.

## Era Gheorghiu-Dej

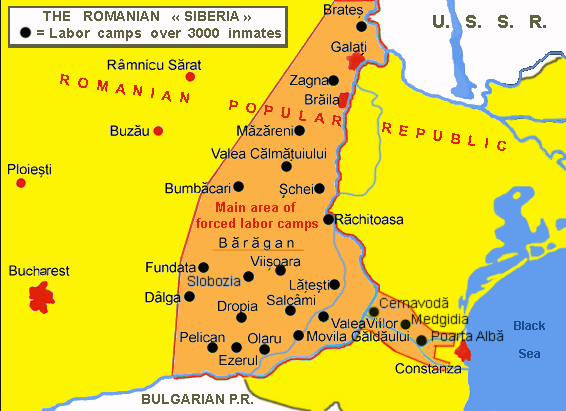
Bărăgan y el canal Danubio-Mar Negro, Fueron las áreas de los campos de trabajos forzados entre 1951 y 1956

Gheorghe Gheorghiu-Dej, un estalinista de la línea dura, no era partidario de las reformas de Nikita Jrushchov y el proceso de "desestalinización" que había iniciado después de 1956. Dej se opuso a la consecución de los controvertidos objetivos económicos del COMECON, por los que Rumania se habría transformado mediante el perfilado agrícola en la "cesta de pan" del bloque soviético, iniciando en cambio un enérgico programa para el desarrollo de la industria pesada. Dej cerró los campos de prisioneros políticos más grandes, abandonó el Canal Danubio-Mar Negro, abolió el sistema de racionamiento de alimentos y aumentó los salarios de los trabajadores. También se han tomado medidas para limitar la influencia de la cultura rusa en el país: el idioma ruso ha dejado de ser una materia obligatoria en las escuelas de todos los grados y se cerró la editorial Cartea Rusă («Libro Ruso»).
Todo esto, combinado con resentimientos por la ocupación de algunas provincias rumanas históricas por parte de los soviéticos (Bucovina del Norte, transformada en una región de la RSS de Ucrania y Besarabia en la RSS de Moldavia y una parte de Besarabia en una región de la RSS de Ucrania), llevó inevitablemente a la Rumanía comunista a un camino relativamente independiente y con un marcado carácter nacional.
Gheorghiu-Dej, un estalinista acérrimo, creía que el régimen soviético (más liberal) de Jrushchov amenazaba indirectamente con socavar su autoridad. En un esfuerzo por fortalecer su posición en el país, Dej decidió iniciar la cooperación exterior con todos los estados, independientemente del sistema económico-político, siempre que se reconocieran los principios de igualdad internacional y no injerencia en sus asuntos internos. Esta política también condujo a estrechar los lazos con la República Popular China, que también fue promotora de la autodeterminación nacional.

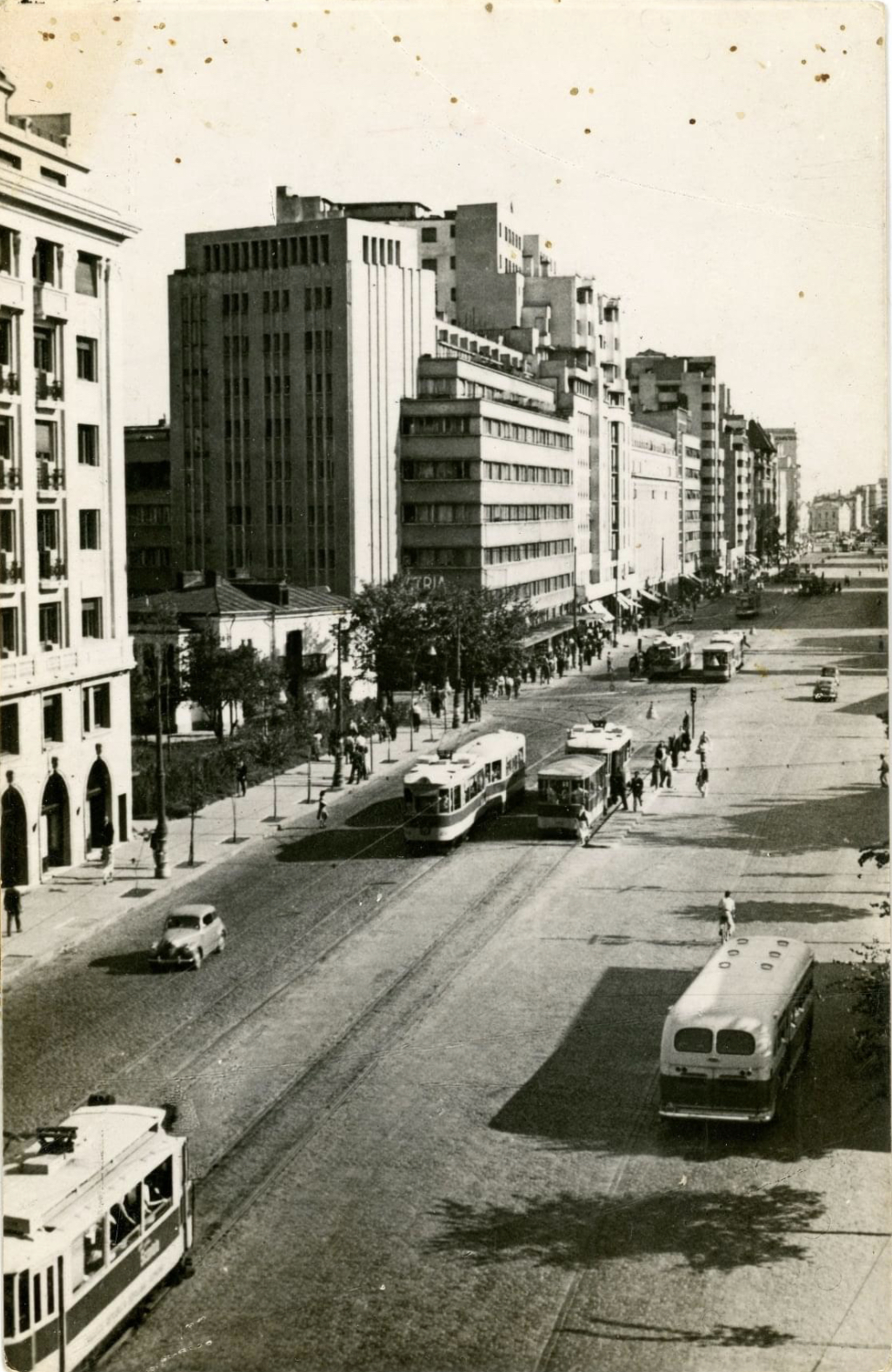
Bucarest en 1958

En 1954, Gheorghiu-Dej renunció como Primer Secretario del Comité Central del partido, pero siguió siendo Primer Ministro. En cambio, se formó una secretaría de cuatro miembros, siendo uno de los miembros Nicolae Ceaușescu, secretaría que controló el partido durante un año, hasta que Dej retomó las riendas del poder. A pesar de la nueva política de cooperación internacional, Rumania se convirtió en miembro del Pacto de Varsovia en 1955, que formalizó la subordinación de gran parte del ejército nacional a la maquinaria militar soviética (la ocupación militar soviética en Rumania terminó en 1958). Posteriormente, Rumania se negó a permitir maniobras militares de las tropas del Pacto de Varsovia en territorio rumano y limitó su propia participación militar en maniobras en el territorio de otros países miembros del Pacto.
En 1956, el primer ministro soviético Nikita Jrushchov denunció la política de su predecesor, Stalin, en un discurso secreto ante los delegados del XX Congreso del Partido Comunista de la Unión Soviética. Gheorghiu-Dej y la dirección del Partido de los Trabajadores Rumanos convirtieron a Ana Pauker, Vasile Luca y Teohari Georgescu en los principales responsables de los excesos del pasado y afirmaron que el partido ya había purgado elementos estalinistas durante la vida de Stalin.
En octubre de 1956, los líderes comunistas polacos se negaron a ceder ante las amenazas militares soviéticas de intervenir en los asuntos internos y se negaron a establecer una oficina política más obediente a la cabeza del partido. Unas semanas después, el Partido Comunista de Hungría prácticamente se desintegró durante la Revolución húngara de 1956. El desafío polaco y el levantamiento popular húngaro inspiraron a los estudiantes y trabajadores rumanos a manifestarse en universidades y ciudades industriales a favor de una mayor libertad, mejores condiciones de vida y el fin del dominio soviético. Temiendo que el levantamiento húngaro pudiera incitar a sus propios ciudadanos húngaros a rebelarse, Dej apoyó los preparativos para una intervención soviética en Budapest y el Ejército Rojo reforzó su presencia militar en Rumanía, especialmente a lo largo de la frontera occidental del país. En Rumanía, los levantamientos populares resultaron ser fragmentados y fáciles de controlar, sin embargo, en Hungría, la situación no pudo controlarse hasta después de la intervención por la fuerza del ejército soviético.

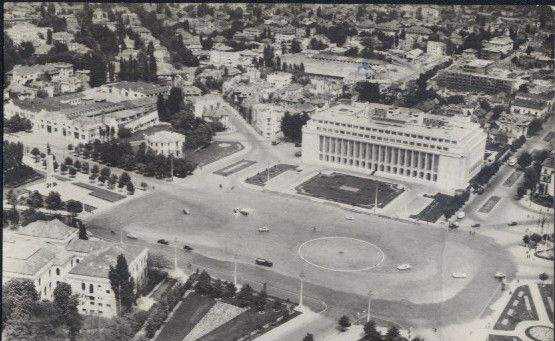
Plaza de la Victoria en 1948

Después de la revolución de 1956, Gheorghiu-Dej cooperó estrechamente con el nuevo líder comunista húngaro en Budapest, János Kádár. Aunque Rumania había recibido inicialmente a Imre Nagy, el ex reformador húngaro exiliado, en su territorio, finalmente se vio obligado a entregarlo a las autoridades comunistas lideradas por Kádár en Budapest para su juicio y ejecución. Hungria denunció a los húngaros de Transilvania, calificándolos de chovinistas e irredentistas.
A nivel internacional, en 1958, la retirada de las tropas del Ejército Rojo de Rumanía se logró por vía diplomática, cumpliéndose este hecho con la aportación de Bodnăraș, quien, según algunas opiniones extraoficiales[cita requerida] habría influido a Nikita Jrushchov en Cotnari y habría aprovechado esta oportunidad para obtener la deseada retirada de las tropas soviéticas de territorios rumanos.
Internamente, el gobierno rumano tomo medidas para disipar el descontento popular reduciendo la inversión en la industria pesada, aumentando la producción de bienes de consumo, descentralizando la gestión económica, aumentando los ingresos de la población e introduciendo elementos de autogestión de los trabajadores. Las autoridades abandonaron el sistema de cuotas obligatorias impuestas a los productores agrícolas privados, pero aceleraron el programa de colectivización de la agricultura a mediados de la decada de los sesenta, utilizando métodos menos brutales que antes. En 1962, el gobierno declaró terminado el proceso de colectivización, momento en el que el 77% de la tierra cultivable estaba en manos de Cooperativas de Producción Agropecuaria y Empresas Agropecuarias del Estado
A pesar de las afirmaciones de Gheorghiu-Dej sobre la purga del partido de elementos estalinistas, siguió siendo susceptible a los ataques de los enemigos políticos, dada su evidente complicidad en todos los abusos de 1944-1953. En una sesión plenaria del Partido de los Trabajadores Rumanos (PMR) en 1956, Miron Constantinescu y Iosif Chișinevschi, ambos miembros del Politburó y viceprimeros ministros, criticaron a Gheorghiu-Dej. Constantinescu, que era partidario de una liberalización de tipo jrushchovista, representaba una amenaza especial para Gheorghiu-Dej porque disfrutaba de muy buenas conexiones en Moscú. El Partido de los Trabajadores Rumanos purgó a Constantinescu y Chișinevschi en 1957, denunciándolos a ambos como estalinistas y acusándolos de complicidad con Ana Pauker. Al final, Gheorghiu-Dej logró deshacerse de todos sus competidores políticos, lo que habría amenazado su posición como líder del partido. Ceaușescu reemplazó a Constantinescu como jefe del servicio de personal del PMR, cargo que resultará muy útil para preparar su futuro acenso.
Gheorghiu-Dej no logró llegar a un acuerdo aceptable con los líderes húngaros sobre el tema de Transilvania. Gheorghiu-Dej tomó dos medidas para tratar de resolver el problema de la minoría húngara en Rumania: por una parte arrestó a los líderes de la Alianza del Pueblo Húngaro, pero por otra estableció la Región Autónoma Húngara de Mureș en las áreas densamente habitadas de sículos en el sureste de Transilvania.

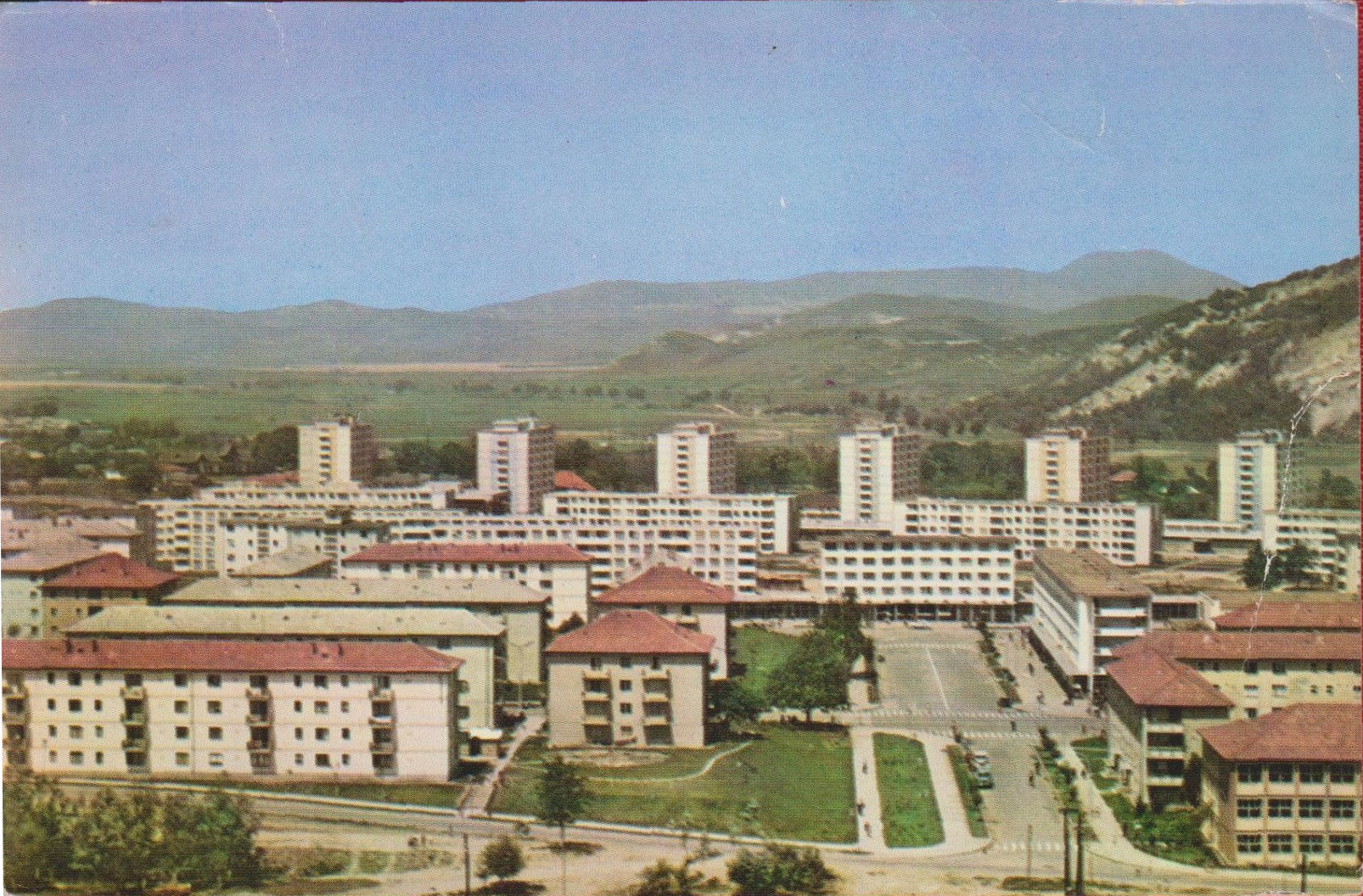
Zona urbana rumana de los años sesentas

Los judíos de Rumania, que sobrevivieron a Rumania durante la mayor parte de los años del Holocausto, recibieron con alivio la noticia del cambio de bando de Rumania de la Alemania nazi a los aliados del 23 de agosto de 1944 y el fin de la presencia de tropas hitlerianas en el país. Con la consolidación de la dominación comunista y la perspectiva de limitar y luego reprimir los derechos humanos, la transición a la economía y el régimen dictatorial al estilo soviético, la mayoría de los judíos rumanos, cada vez más atraídos por la ideología sionista de autodeterminación política y económica en Palestina, comenzaron con la emigración al nuevo estado judío de Israel, que nació en mayo de 1948. La emigración masiva se produjo, por voluntad caprichosa del nuevo dominio, a ritmo variable a finales de los cincuenta y luego en la segunda mitad de los sesenta, en paralelo a numerosos hostigamientos y dura represión por parte del régimen al movimiento sionista. Una minoría que al comienzo del régimen de Dej tenía una actitud favorable hacia el comunismo rumano, en reacción al fin antisemitismo que ocurrió entre los años 1940-1944, permaneció en el país. Sin embargo, a finales de los sesenta, la mayoría de ellos se desilusionaron con la discriminación por parte del Partido Comunista y decidieron emigrar, especialmente a Israel, entre las décadas de 1960 y 1980.
La población alemana, que en los primeros años del nuevo régimen se vio muy afectada por las deportaciones a la URSS y Bărăgan, teniendo la oportunidad de escapar de las deportaciones de la dictadura de tipo soviético y emigrar, no sin dificultad, a Alemania Occidental.ente las décadas de 1960 y 1970, al ritmo marcado por las autoridades.

## Persecución, campos de trabajo y resistencia anticomunista

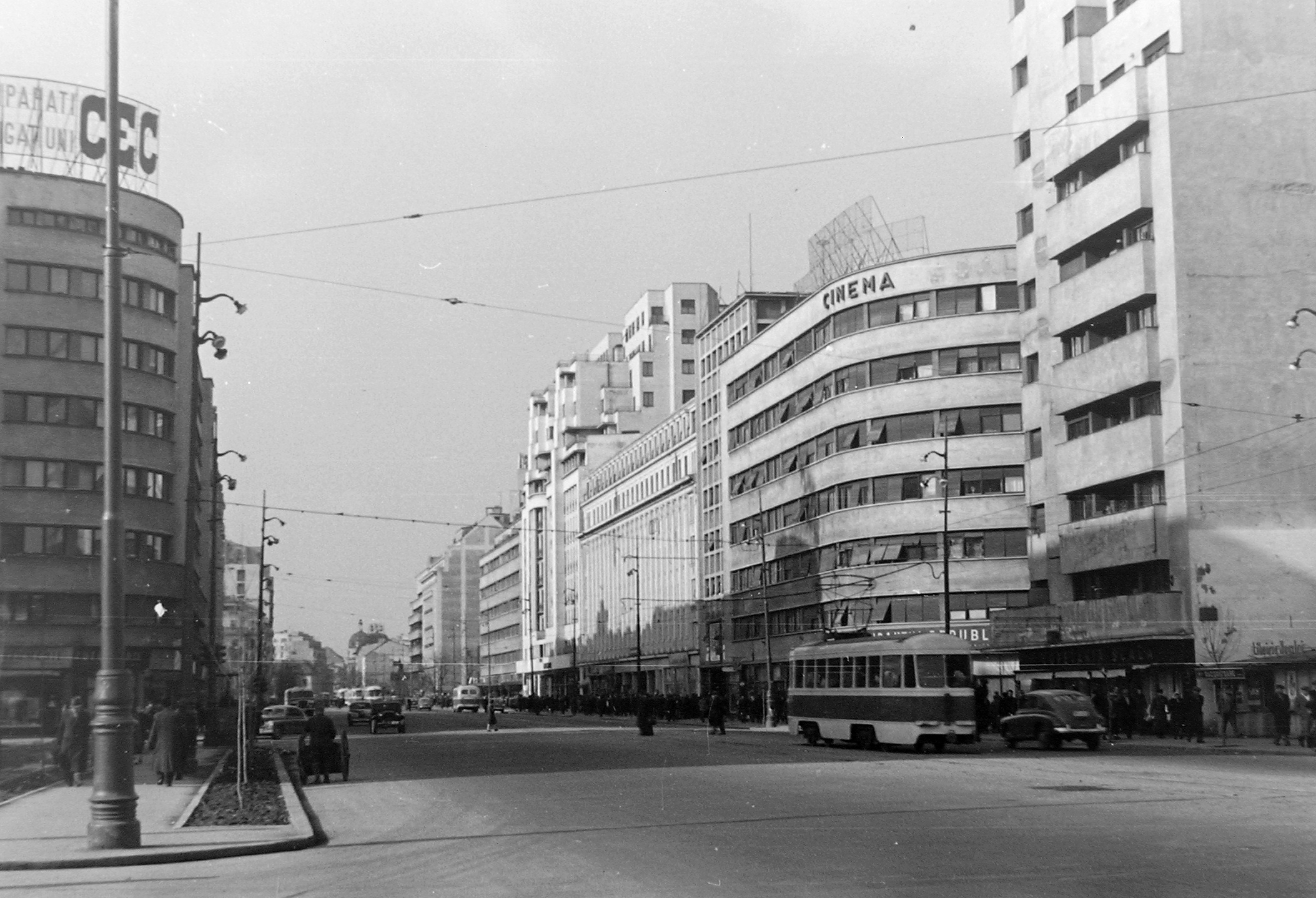
Bucarest en 1958

Con la ocupación del país por los ejércitos soviéticos en 1945, se inició un proceso de persecución de los enemigos, ficticios o considerados sospechosos por los comunistas. A pesar del estatus de aliado de Rumania en la lucha contra la Alemania nazi (de facto el 23 de agosto de 1944, de iure el 12 de septiembre), las fuerzas soviéticas se comportaron como ejércitos de ocupación en un país enemigo, incluso después del armisticio del 12 de septiembre, y incluso después del 6 de marzo de 1945, cuando los comunistas tomaron el poder, detuvieron a prácticamente cualquier persona considerada "fascista" o "antisoviética".
Poco después de la ocupación soviética, los alemanes étnicos, que habían vivido en Rumania durante más de 800 años, fueron deportados para trabajar en las minas de carbón de la región de Dombás. A pesar de las protestas del rey sobre esta violación del derecho internacional, más de 70.000 hombres y mujeres alemanes se vieron obligados a huir de sus pueblos y ciudades incluso antes de que terminara la guerra. Los alemanes fueron cargados en vagones de ganado y obligados a trabajar en las minas soviéticas hasta por 10 año como "reparaciones de guerra". Según algunas estimaciones, uno de cada cinco alemanes deportados a trabajar en la URSS murió por enfermedad, accidente o desnutrición.
A medida que el régimen comunista se volvió mas poderoso, aumentó el número de detenciones. Las víctimas de la persecución comunista procedían de todos los estratos de la sociedad rumana: intelectuales, maestros, funcionarios del estado monárquicos, rangos militares, policías, abogados, profesionales liberales, clérigos, ex miembros de otros partidos políticos (incluidos aquellos con opiniones de izquierda), antiguos propietarios y terratenientes y en general cualquier persona que pudiera haberse incorporado a los núcleos de la resistencia anticomunista. Estas categorías se formaron en el período de entre 1948 y la década de los 60 eran llamados los "antiguos", que habían perdido tanto sus libertades civiles como sus fuentes de ingresos y no pocas veces sus hogares, llevando una vida particularmente difícil viviendo en apartamentos colectivos, puentes o bodegas, sobreviviendo solo con la ayuda de familiares o vecinos, los más vulnerables eran las personas que habían pertenecido a la élite de entreguerras, y se encontraban bajo supervisión especial de la Securitate. Muchos de estos fallecieron prematuramente por falta de saneamiento, medicación, calefacción o alimentación.
Las prisiones ya existentes se llenaron de presos políticos y se estableció una nueva red de campos de trabajo y prisiones que guienron el modelo del Gulag soviético. Se establecieron campos de trabajo en las minas de plomo, y el proyecto de construcción del Canal Danubio-Mar Negro se utilizó como pretexto para la construcción de una serie de campos de trabajo comúnmente denominados "Canal". Ser enviado al Canal o a las prisiones de Sighet, Gherla, Pitești y Aiud, era en ese momento el horror de cualquier ciudadano rumano. La intimidación comenzó con el uso por parte del régimen comunista del tratamiento de "ciudadano, ciudadana" a los personas sospechosas o condenadas, en lugar de "camarada" (el apodo de "señor, señora" también se usaba extraoficialmente en la población, pero las autoridades solo lo usaron para ciudadanos extranjeros de países no comunistas).

La prisión de Pitesti fue el centro de uno de los "experimentos" comunistas más crueles. Esto involucró tortura psicológica y física, que tuvo como objetivo la sumisión total del individuo. El objetivo final del experimento era obligar a los presos a "confesar" haber cometido delitos imaginarios y denunciarse a sí mismos o denunciar a otros, prolongando así sus penas privativas de libertad. Uno de los efectos de los tratos fue el gran número de suicidios, lo que finalmente llevó a su cierre.

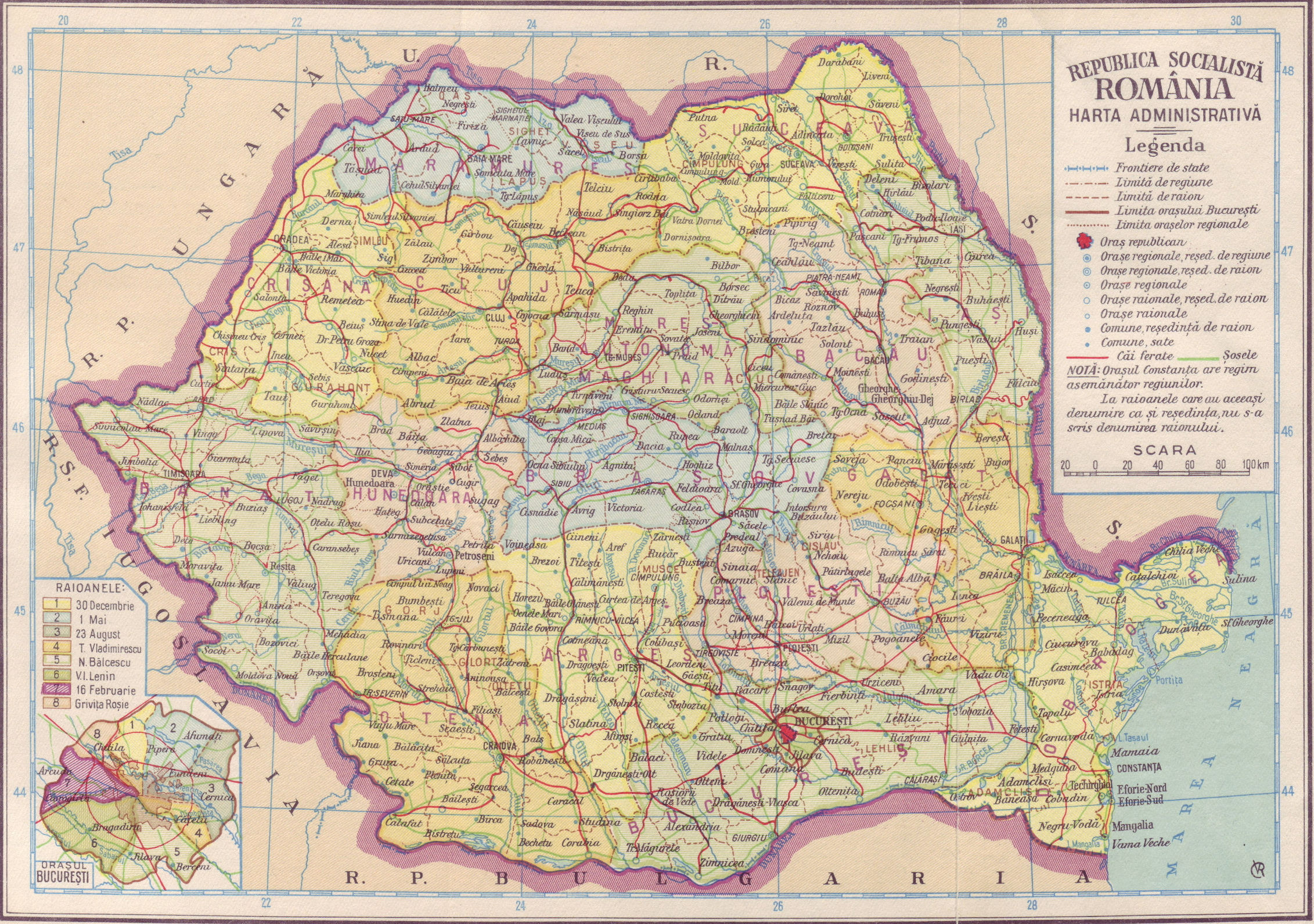
República Socialista de Rumania, División Administrativo-Territorial, 1966.

Entre las medidas estalinistas tomadas por el gobierno comunista estuvo la deportación de campesinos de Banat a Bărăgan, acción que comenzó el 18 de junio de 1951. Unas 45.000 personas tuvieron dos horas para hacer las maletas, después de lo cual fueron cargadas en vagones de ganado y, bajo estricta vigilancia militar, fueron "colonizadas" en las tierras del este de Bărăgan. Esta táctica fue diseñada para intimidar al resto de los campesinos con el fin de completar el proceso de colectivización. Muchos deportados regresaron a sus hogares durante los siguientes 5 años, hasta 1956, pero algunos permanecieron en las aldeas recién establecidas.
La resistencia anticomunista tomó una forma organizada, con mucha gente oponiéndose al régimen comunista con armas en la mano, formando grupos partidistas de 10 a 40 combatientes. Atacaron puestos de milicias o activistas comunistas locales o llevaron a cabo actos de sabotaje. Entre los partisanos anticomunistas más famosos estaban Ion Gavrilă Ogoranu, Spiru Blănaru, Teodor Șușman, Elisabeta Rizea de Nucșoara, Toma Arnăuțoiu y Gheorghe Arsenescu. A pesar del gran número de soldados de las fuerzas de seguridad o del ejército, la resistencia armada continuó en la sierra hasta principios de los sesenta, siendo capturados los últimos líderes de los partisanos en 1974.
Otra forma de resistencia anticomunista, esta vez no violenta, fue el movimiento estudiantil de Bucarest de 1956. Los ecos del levantamiento anticomunista de Budapest se sintieron en toda Europa del Este. Se produjeron protestas en varios centros universitarios, que dieron como resultados medidas represivas por parte de las autoridades, ademas de detenciones y expulsiones.
El movimiento estudiantil mejor organizado estaba en Timisoara, donde se realizaron la mayoría de los arrestos. En Bucarest y Cluj se formaron algunos grupos organizados que intentaron aliarse con el movimiento anticomunista húngaro y coordinar sus movimientos. La reacción de las autoridades no se hizo esperar: los estudiantes fueron detenidos, suspendidos de clases, algunos de los profesores fueron despedidos y se crearon nuevas organizaciones para supervisar las actividades de los estudiantes.
El 4 de diciembre de 1957, Nicolae Ceaușescu, con el grado de teniente general del ejército (siendo jefe de la Dirección Política Superior del Ejército y adjunto del Ministro de las Fuerzas Armadas), encabezó las unidades militares que reprimieron el levantamiento campesino de Vadu Roșca en contra de la colectivización forzosa. En esta ocasión, 9 campesinos fueron asesinados (Aurel Dimofte, Ionuț Cristea, Ion Arcan, Dumitru Crăciun, Toader Crăciun, Stroie Crăciun, Dumitru Marin, Marin Mihai, Dana Radu), y otros 10 resultaron heridos. 18 campesinos fueron encarcelados por "rebelión" y "conspiración contra el orden social". Según datos del PMR, entre 1949-1952 hubo más de 80.000 detenciones de campesinos, de las cuales 30.000 terminaron con penas de prisión.

## El régimen de Nicolae Ceaușescu
Gheorghiu-Dej murió en 1965 en circunstancias poco claras. Después de una breve lucha por el poder, un activista de segunda categoría, Nicolae Ceaușescu, tomó el mando del partido. Si la política de Gheorghiu-Dej se consideraba conservadora-estalinista en comparación con la nueva línea política jrushchovista, Ceaușescu inicialmente parecía reformista en comparación con el neoestalinismo de Leonid Brézhnev.
En 1965, el nombre del país fue cambiado a República Socialista de Rumania, y el del partido a Partido Comunista Rumano.